# Jack Reacher - Punto di non ritorno
Jack Reacher - Punto di non ritorno (Jack Reacher: Never Go Back) è un film del 2016 diretto da Edward Zwick.
La pellicola, con protagonista Tom Cruise nei panni di Jack Reacher, è l'adattamento cinematografico del romanzo del 2013 Punto di non ritorno scritto da Lee Child ed è il sequel del film del 2012 Jack Reacher - La prova decisiva.

## Trama
Dopo aver smantellato una gang di trafficanti di esseri umani, l’ex investigatore militare Jack Reacher, ora diventato un giustiziere vagabondo, torna al suo vecchio quartier generale per incontrarsi con il maggiore Susan Turner, con la quale aveva lavorato durante i suoi viaggi e di cui è diventato grande amico anche se non si erano mai incontrati. Il colonnello Sam Morgan lo avvisa che Turner è stata accusata di spionaggio e quindi è detenuta. L’avvocato di Turner, il colonnello Bob Moorcroft, gli rivela che ci sono prove a suo carico che la vogliono implicata nell’omicidio di due soldati in Afghanistan, ma Reacher è convinto che sia stata incastrata. Moorcroft gli rivela che una vecchia conoscenza di Reacher, Candice Dutton, ha intentato una causa di paternità contro di lui, sostenendo che lui è il padre biologico di sua figlia di 15 anni, Samantha Dutton. Reacher cerca di incontrare Samantha, ma lei lo respinge, credendo che lui stia perseguitando la sua madre biologica, visto il passato da prostituta della stessa.
Moorcroft viene ucciso da un ignoto assassino, e la colpa ricade su Reacher, che viene arrestato e sbattuto nella stessa prigione dove è detenuta Turner. Arrivano due killer che intendono ucciderla, ma Reacher li neutralizza, la salva e insieme scappano dirigendosi verso la casa di Morgan, avendo capito che lui è coinvolto nel complotto, con l’intenzione di estorcergli delle informazioni. Dopo che se ne sono andati, il vero assassino, che operava con Morgan, lo uccide e fa ricadere la colpa su Reacher. Questi ne viene informato da una vecchia amica, il sergente Leach, che aveva contattato per chiederle di indagare su un appaltatore militare. Reacher e Turner scoprono delle foto che riguardano la sorveglianza di Samantha e ne deducono che la ragazza è in pericolo, arrivando a casa sua e scoprendo che i suoi parenti adottivi sono morti, mentre lei è nascosta in cucina. I due decidono di scortare Samantha alla vecchia scuola privata di Turner per proteggerla, ma scoprono che lei ha il cellulare con sé e che il nemico molto probabilmente sa dove sono. Gettano via il telefono e fuggono alla svelta, ma non prima che Samantha abbia rubato lo zainetto di uno degli studenti per usare le sue carte di credito.
I tre si dirigono verso New Orleans, in cerca di Daniel Prudhomme, l’unico testimone oculare degli omicidi di cui è stata accusata Turner. Lo trovano in un deposito abbandonato pieno di drogati e scoprono che Prudhomme è collegato alla Parasource, un’organizzazione militare privata che sta cercando di insabbiare gli omicidi. Reacher contatta l’amico di Turner, il capitano Anthony Espin, per far mettere sottochiave Prudhomme, ma cadono in un’imboscata e Prudhomme viene ucciso, mentre Reacher salva Espin, ferito, e scopre che gli assassini sono contractors della Parasource. Il CEO della Parasource, generale James Harkness, invia il Cacciatore a catturare Samantha, tradita dalla carta di credito che ha usato per chiedere il servizio in camera. Reacher e Turner, aiutati da Espin, basandosi su informazioni ottenute da Prudhomnme, intercettano un carico d’armi in arrivo per aereo, scontrandosi con Harkness e i suoi scagnozzi e accusandoli di corruzione. Aprendo le casse, però, Espin scopre che contengono effettivamente delle armi, come dichiarato sulla bolla di carico. Prima che Turner possa essere arrestata di nuovo, Reacher apre una delle armi e scopre che è piena di oppio. Apprendono così che Harkness ha incastrato Turner, che stava investigando sulle sue attività, per l’assassinio di due soldati che avevano scoperto come il generale stesse vendendo armi ai rivoltosi e contrabbandando droga negli Stati Uniti. Espin e i suoi uomini arrestano Harkness, scagionando Reacher e la Turner dalle accuse.
Il Cacciatore e i suoi uomini localizzano e cercano di catturare Samantha per strada con l’intenzione di costringere Reacher ad un confronto. Turner uccide uno degli assassini, mentre Reacher ne affronta un altro sui tetti. Il Cacciatore prende Samantha e minaccia di ucciderla, ma la ragazza riesce a scappare rubando la sua pistola. Reacher lo affronta su un altro tetto e i due iniziano un cruento combattimento, nel quale Reacher rompe braccio, gamba e collo all’avversario, per poi buttarlo giù dal tetto. Reacher in seguito ammette con Samantha che potrebbe davvero essere suo padre biologico. A seguito dell’arresto di Harkness, Turner viene reintegrata nel grado e torna al suo ufficio, dove le colleghe e il capitano Espin, in via di guarigione, la accolgono festosamente. Reacher le promette di tenersi in contatto, poi va ad un appuntamento con Samantha, in una tavola calda, per incontrarsi con Candice, la madre della ragazza, che Reacher suppone di poter riconoscere, visto che non ha mai dimenticato alcuna delle donne con cui è stato. Samantha gli rivela che la cameriera che li ha serviti è Candice, e che Reacher non può essere suo padre, visto che nessuno dei due ha riconosciuto l’altro. Poi Reacher e Samantha, a malincuore, si separano. Poco dopo, mentre Reacher sta camminando lungo una strada, è sorpreso nel constatare che la ragazza gli ha fatto scivolare in tasca un cellulare e che questo sta suonando: trova un suo messaggio di testo che dice "Ti manco già?”. Reacher sorride mentre alza il pollice per fare l’autostop.

## Produzione
Il budget del film è stato di 60 milioni di dollari.
Le riprese del film sono iniziate il 20 ottobre 2015 a New Orleans e proseguite tra Baton Rouge e St. Francisville.

## Promozione
Il primo trailer è stato diffuso il 22 giugno 2016, seguito dalla versione italiana.

## Distribuzione
La pellicola è stata distribuita nelle sale cinematografiche statunitensi a partire dal 21 ottobre 2016, e dal 20 ottobre in quelle italiane.

## Accoglienza

### Incassi
Il film ha incassato 161 milioni di dollari in tutto il mondo.